# Pyrausta arabica
Pyrausta arabica is een vlinder van de familie van de grasmotten (Crambidae). De wetenschappelijke naam van deze soort is voor het eerst voorgesteld als Ennychia arabica door Arthur Gardiner Butler in een publicatie uit 1884.
De spanwijdte bedraagt 15 millimeter.
De soort komt voor in Oman en Jemen.